# Premio Georg Büchner
El Premio Georg Büchner  es uno de los más prestigiosos premios literarios alemanes. Se creó en 1923, en tiempos de la República de Weimar, por el Parlamento del Land de Hesse para honrar la memoria del escritor Georg Büchner. Se concedía sólo a escritores (y otros artistas) procedentes de ese Land o vinculados con él de alguna forma.
En 1951 se transformó en un premio literario en general, otorgado cada año por la Academia Alemana de Lengua y Literatura (Deutsche Akademie für Sprache und Dichtung). Se concede a autores de habla alemana que han contribuido a la literatura alemana. El premio se entrega en la ciudad de Darmstadt. En ese acto, el galardonado pronuncia un discurso que suele ser un importante texto de teoría literaria. Desde 2003, la dotación del premio es de 40.000 euros, que en 2011 se incrementó hasta los 50.000 euros, puestos a disposición por la ciudad de Darmstadt, el Land de Hesse, el Gobierno Federal y la Academia.

## Premiados antes de la transformación del Premio
- 1923 Adam Karrillon (1853–1938) & Arnold Ludwig Mendelssohn (1855–1933; compositor)
- 1924 Alfred Bock (1859–1932) & Paul Thesing (1882–1954; pintor)
- 1925 Wilhelm Michel (1877–1942) & Rudolf Koch (1876–1934; calígrafo)
- 1926 Christian Heinrich Kleukens (1880–1954; impresor) & Wilhelm Petersen (1890–1957; compositor)
- 1927 Kasimir Edschmid (1890–1966) & Johannes Bischoff (cantante)
- 1928 Richard Hoelscher (1867–1943; Maler) & Well Habicht (escultor)
- 1929 Carl Zuckmayer (1896–1977) & Adam Antes (escultor)
- 1930 Nikolaus Schwarzkopf (1884–1962) & Johannes Lippmann (pintor)
- 1931 Alexander Posch (pintor) & Hans Simon (compositor)
- 1932 Albert H. Rausch (seudónimo: Henry Benrath; 1882–1949) & Adolf Bode (pintor)
- 1933–1944 no se concedió
- 1945 Hans Schiebelhuth (1895–1944)
- 1946 Fritz Usinger (1895–1982)
- 1947 Anna Seghers (1900–1983)
- 1948 Hermann Heiß (seudónimo: Georg Frauenfelder; 1897–1966; compositor)
- 1949 Carl Gunschmann (pintor)
- 1950 Elisabeth Langgässer (1899–1950), (a título póstumo)

## Premiados en la segunda época
- 1951 Gottfried Benn (1886–1956)
- 1952 no se concedió
- 1953 Ernst Kreuder (1903–1972)
- 1954 Martin Kessel (1901–1990)
- 1955 Marie Luise Kaschnitz (1901–1974)
- 1956 Karl Krolow (1915–1999)
- 1957 Erich Kästner (1899–1974)
- 1958 Max Frisch (1911–1991)
- 1959 Günter Eich (1907–1972)
- 1960 Paul Celan (1920–1970)
- 1961 Hans Erich Nossack (1901–1977)
- 1962 Wolfgang Koeppen (1906–1996)
- 1963 Hans Magnus Enzensberger (1929–2022)
- 1964 Ingeborg Bachmann (1926–1973)
- 1965 Günter Grass (1927-2015)
- 1966 Wolfgang Hildesheimer (1916–1991)
- 1967 Heinrich Böll (1917–1985)
- 1968 Golo Mann (1909–1994)
- 1969 Helmut Heißenbüttel (1921–1996)
- 1970 Thomas Bernhard (1931–1989)
- 1971 Uwe Johnson (1934–1984)
- 1972 Elias Canetti (1905–1994)
- 1973 Peter Handke (* 1942) (en 1999 devolvió el importe del Premio)
- 1974 Hermann Kesten (1900–1996)
- 1975 Manès Sperber (1905–1984)
- 1976 Heinz Piontek (1925–2003)
- 1977 Reiner Kunze (* 1933)
- 1978 Hermann Lenz (1913–1998)
- 1979 Ernst Meister (1911–1979), a título póstumo
- 1980 Christa Wolf (1929-2011)
- 1981 Martin Walser (1927-2023)
- 1982 Peter Weiss (1916–1982), a título póstumo
- 1983 Wolfdietrich Schnurre (1920–1989)
- 1984 Ernst Jandl (1925–2000)
- 1985 Heiner Müller (1929–1995)
- 1986 Friedrich Dürrenmatt (1921–1990)
- 1987 Erich Fried (1921–1988)
- 1988 Albert Drach (1902–1995)
- 1989 Botho Strauß (* 1944)
- 1990 Tankred Dorst (1925-2017)
- 1991 Wolf Biermann (* 1936)
- 1992 George Tabori (1914–2007)
- 1993 Peter Rühmkorf (1929–2008)
- 1994 Adolf Muschg (* 1934)
- 1995 Durs Grünbein (* 1962)
- 1996 Sarah Kirsch (1935-2013)
- 1997 Hans Carl Artmann (1921–2000)
- 1998 Elfriede Jelinek (* 1946)
- 1999 Arnold Stadler (* 1954)
- 2000 Volker Braun (* 1939)
- 2001 Friederike Mayröcker (1924-2021)
- 2002 Wolfgang Hilbig (1941–2007)
- 2003 Alexander Kluge (* 1932)
- 2004 Wilhelm Genazino (1943–2018)
- 2005 Brigitte Kronauer (1940–2019)
- 2006 Oskar Pastior (1927–2006), a título póstumo
- 2007 Martin Mosebach (* 1951)
- 2008 Josef Winkler (* 1953)
- 2009 Walter Kappacher (1938-2024)
- 2010 Reinhard Jirgl (* 1953)
- 2011 Friedrich Christian Delius (1943-2022)
- 2012 Felicitas Hoppe (* 1960)
- 2013 Sibylle Lewitscharoff (1954–2023)
- 2014 Jürgen Becker (1932-2024)
- 2015 Rainald Goetz (* 1954)
- 2016 Marcel Beyer (* 1965)
- 2017 Jan Wagner (* 1971)
- 2018 Terézia Mora (* 1971)
- 2019 Lukas Bärfuss (* 1971)
- 2020 Elke Erb (1938-2024)
- 2021 Clemens J. Setz (* 1982)[2]
- 2022 Emine Sevgi Özdamar (* 1946)
- 2023 Lutz Seiler (* 1963)
- 2024 Oswald Egger (* 1963)
- 2025 Ursula Krechel (* 1947)